# Ивановский (Озинский район)
Ивановский — хутор в Озинском районе Саратовской области. Входит в состав сельского поселения Первоцелинное муниципальное образование.

## География
Находится на расстоянии примерно 47 километров по прямой на север от районного центра поселка Озинки.

## Население
Население составляло 57 человек в 2002 году (казахи 65 %, русские 30 %), 22 в 2010.